# Vučja Lokva
Vučja Lokva (en serbe cyrillique : Вучја Локва) est un village de Serbie situé sur le territoire de la Ville de Novi Pazar, district de Raška. Au recensement de 2011, il comptait 9 habitants.

## Démographie
| 1948 | 1953 | 1961 | 1971 | 1981 | 1991 | 2002 | 2011 |
| ---- | ---- | ---- | ---- | ---- | ---- | ---- | ---- |
| 222  | 278  | 256  | 245  | 242  | 113  | 15   | 9    |

|  |